# Loredana Bertè
Loredana Bertè (wym. [loreˈdaːna berˈte]; ur. 20 września 1950 w Bagnara Calabra) – włoska piosenkarka, wykonawczyni muzyki reggae, pop i rock. Siostra piosenkarki Mii Martini.
Zadebiutowała w 1974 albumem Streaking. Największy sukces przyniosły jej albumy T.I.R. i Bandabertè, które wydała w drugiej połowie lat 70. i z których pochodziły najpopularniejsze przeboje artystki, m.in. „Dedicato” i „E la Luna bussò” (uchodząca za jedną z pierwszych włoskich piosenek reggae). Od debiutu wydała około 20 albumów studyjnych. Od 1986 uczestniczka Festiwalu Piosenki Włoskiej w San Remo.
Była żoną Björn Borga, z którym rozwiodła się w 1993.

## Dyskografia

### Albumy
- 1974 – Streaking
- 1976 – Normale o super
- 1977 – T.I.R.
- 1979 – Bandabertè
- 1980 – Loredana Bertè
- 1981 – Made in Italy
- 1982 – Traslocando
- 1983 – Lorinedita
- 1983 – Jazz
- 1984 – Savoir faire
- 1985 – Carioca
- 1988 – Io
- 1993 – Ufficialmente dispersi
- 1997 – Un pettirosso da combattimento
- 1998 – Decisamente Loredana
- 2002 – Dimmi che mi ami
- 2005 – Babybertè
- 2009 – Lola & Angiolina Project[2]

### Single
- 1974 – „Volevi un amore grande”
- 1975 – „Sei bellissima”
- 1976 – „Meglio libera”
- 1977 – „Fiabe”
- 1997 – „Grida”
- 1977 – „Decisamente Loredana”
- 1978 – „Dedicato”
- 1979 – „E la luna bussò”
- 1980 – „In alto mare”
- 1981 – „Movie„
- 1982 – „Non sono una signora”
- 1982 – „Per i tuoi occhi”
- 1985 – „Acqua”
- 1986 – „Re”
- 1988 – „Io”
- 1991 – „In questa città”
- 1993 – „Stiamo come stiamo”
- 1994 – „Amici non ne ho”
- 1998 – „Portami con te”
- 2004 – „Sarà perché ti amo (chi se ne frega!)”
- 2006 – „Strade di fuoco”
- 2008 – „Musica e parole”
- 2011 – „Cattiva” (Loredana Errore feat. Loredana Bertè)
- 2012 – „Respirare” (feat. Gigi D'Alessio)
- 2012 – „Ma quale musica leggera”
- 2024 – „Pazza”